# پرستوی سرسیاه
پرستوی سرسیاه (نام علمی: Notiochelidon pileata) نام یک گونه از تیره پرستو است.